# Partizani
Partizani (bulgariska: Партизани) är ett distrikt i Bulgarien.   Det ligger i kommunen Obsjtina Dălgopol och regionen Oblast Varna, i den östra delen av landet, 300 km öster om huvudstaden Sofia.
Omgivningarna runt Partizani är en mosaik av jordbruksmark och naturlig växtlighet. Runt Partizani är det ganska glesbefolkat, med 47 invånare per kvadratkilometer.